# Lucas Novelli Sanz
Lucas Novelli Sanz (Tandil, Buenos Aires; 13 de enero de 1985) es un árbitro profesional de fútbol argentino, que dirige en la segunda división de su país, que es internacional VAR desde la temporada 2024.

## Carrera
Comenzó su carrera arbitral en la Liga Tandilense de Fútbol, donde realizó toda su formación, como miembro de la Asociación Tandilense de Árbitros, lugar donde también surgieron los colegiados profesionales Jorge Baliño, Andrés Merlos, y su hermano Diego Novelli Sanz, entre otros.
Debutó como árbitro profesional en la tercera división en el año 2015, tras varios años en las categorías inferiores, y en 2018 en la segunda, en el partido Brown de Adrogué vs. Olimpo de Bahía Blanca, con victoria local 3:0.

### Árbitro VAR
Novelli Sanz fue certificado en 2021 por la FIFA y la Asociación del Fútbol Argentino como árbitro VAR. El 6 de noviembre de 2022 estuvo presente como AVAR en la final del Trofeo de Campeones de la Liga Profesional 2022, que Racing Club le ganó en tiempo suplementario a Boca Juniors (2:1). El partido finalizó a los 120+10', a falta de un par de minutos de juego, por inferioridad numérica: Facundo Tello mostró 10 tarjetas rojas, 5 de ellas a jugadores de Boca que estaban en la alineación en cancha.